# Stepanovita
La stepanovita és un mineral de la classe dels compostos orgànics. Va ser descoberta l'any 1953 al dipòsit de carbó Tyllak, conca del riu Lena, Sakhà, a Rússia però no va ser acceptada com a espècie mineral vàlida per l'Associació Mineralògica Internacional fins al 1967. Rep el seu nom en honor de Pavel Ivanovich Stepanov (1880-1947), director de la divisió de geologia del carbó de l'Institut de Ciències Geològiques de Moscou.

## Característiques
La stepanovita és un oxalat hidratat de ferro, magnesi i sodi de fórmula química NaMgFe3+(C₂O₄)₃·8-9H₂O. És isostructural amb la zhemchuzhnikovita, de la qual és l'anàleg mineral amb Fe3+ enlloc d'alumini. Cristal·litza en el sistema trigonal. És de color verd clar i la seva duresa a l'escala de Mohs és 2.
Segons la classificació de Nickel-Strunz, la stepanovita pertany a «10.AB - Sals d'àcids orgànics: oxalats» juntament amb els següents minerals: humboldtina, lindbergita, gluixinskita, moolooïta, minguzzita, wheatleyita, zhemchuzhnikovita, weddel·lita, whewel·lita, caoxita, oxammita, natroxalat, coskrenita-(Ce), levinsonita-(Y), zugshunstita-(Ce) i novgorodovaïta.

## Formació i jaciments
La stepanovita ha estat trobada al lloc on va ser descoberta i també a un altre dipòsit de carbó molt proper, el dipòsit Chai-Tumus. Ha estat trobada en filons en el carbó associada amb els següents minerals: calcita, dolomita, whewel·lita i weddel·lita.